# Leichtathletik-Weltmeisterschaften 1993/100 m der Frauen

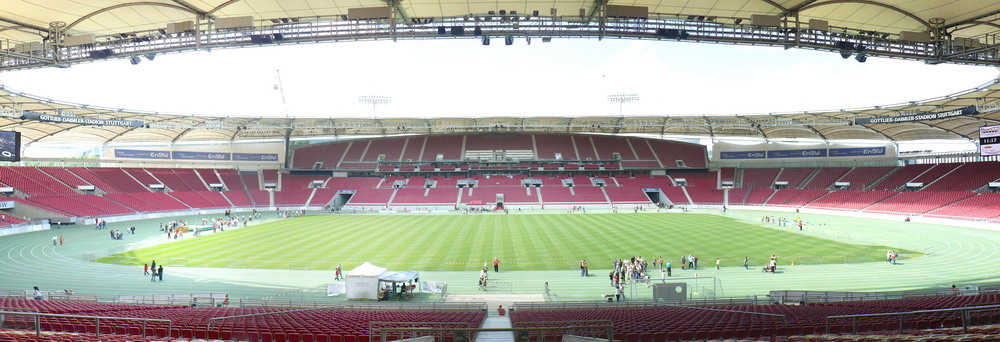
Das Stuttgarter Gottlieb-Daimler-Stadion im Jahr 2007

Der 100-Meter-Lauf der Frauen bei den Leichtathletik-Weltmeisterschaften 1993 wurde am 15. und 16. August 1993 im Stuttgarter Gottlieb-Daimler-Stadion ausgetragen.
In diesem Wettbewerb errangen die die US-amerikanischen Sprinterinnen mit Gold und Bronze zwei Medaillen.

Weltmeisterin wurde die Olympiasiegerin von 1992 über 100 Meter und Vizeweltmeisterin über 100 m Hürden von 1991 Gail Devers, die auch hier in Stuttgart über 100 m Hürden vier Tage später noch einmal Silber gewann.

Rang zwei belegte die Jamaikanerin Merlene Ottey, die bei den Olympischen Spielen 1984 sowie den Weltmeisterschaften 1987 und 1991 jeweils Bronze gewonnen hatte und über 200 Meter weitere Medaillen errungen hatte: zweimal WM-Bronze (1987/1991), dreimal Bronze bei Olympischen Spielen (1980/1984/1992) und einmal WM-Silber (1983). Hier in Stuttgart gelang es ihr drei Tage später über 200 Meter, endlich auch eine Einzel-Goldmedaille in ihre Sammlung zu bringen, nachdem sie zwei Jahre zuvor bereits Staffel-Gold im Team von Jamaika gewonnen hatte.

Die Vizeweltmeisterin über 100 und 200 Meter von 1991 und Olympiasiegerin von 1992 über 200 Meter sowie 4 × 100 Meter Gwen Torrence, die 1992 auch Olympiasilber über 4 × 400 Meter errungen hatte, kam auf den dritten Platz. Sie gewann hier in Stuttgart mit Gold über 4 × 400 Meter, jeweils Silber über 200 Meter und 4 × 100 Meter noch drei weitere Medaillen.
Der Ausgang des Finales in diesem Wettbewerb war äußerst knapp. Bei einem Gegenwind von 0,3 Metern pro Sekunde lag nur eine Tausendstelsekunde zwischen der Siegerin Gail Devers und der Vizeweltmeisterin Merlene Ottey. Beide stellten mit ihren 10,82 Sekunden einen neuen Weltmeisterschaftsrekord auf.

## Rekorde

### Bestehende Rekorde
| Weltrekord               | 10,49 s | Florence Griffith-Joyner | Indianapolis, USA       | 16. Juli 1988   |
| Weltmeisterschaftsrekord | 10,89 s | Merlene Ottey            | WM 1991 in Tokio, Japan | 26. August 1991 |

### Rekordverbesserung
Der bestehende WM-Rekord wurde in zwei Rennen von insgesamt drei Athletinnen unterboten
- 10,87 s, erstes Halbfinale am 16. August (Wind: −0,3 m/s):
  - Merlene Ottey, Jamaika
  - Gwen Torrence, USA
- 10,82 s, Finale am 16. August (Wind: −0,3 m/s):
  - Gail Devers, USA
  - Merlene Ottey, Jamaika

## Vorrunde
Die Vorrunde wurde in sieben Läufen durchgeführt. Die ersten vier Athletinnen pro Lauf – hellblau unterlegt – sowie die darüber hinaus vier zeitschnellsten Läuferinnen – hellgrün unterlegt – qualifizierten sich für das Viertelfinale.

### Vorlauf 1
15. August 1993, 10:25 Uhr
Wind: −0,7 m/s
| Platz | Name               | Nation                         | Zeit (s) |
| ----- | ------------------ | ------------------------------ | -------- |
| 1     | Irina Priwalowa    | Russland                       | 11,36    |
| 2     | Beverly McDonald   | Jamaika                        | 11,37    |
| 3     | Michelle Finn      | USA                            | 11,47    |
| 4     | Maguy Nestoret     | Frankreich                     | 11,56    |
| 5     | N’Deye Binta Dia   | Senegal                        | 11,60    |
| 6     | Jariatou George    | Gambia                         | 12,46    |
| 7     | Natalie Martindale | St. Vincent und die Grenadinen | 12,86    |
| 8     | Lusia Puleanga     | Tonga                          | 13,02    |

### Vorlauf 2
15. August 1993, 10:20 Uhr
Wind: −0,5 m/s
| Platz | Name                | Nation      | Zeit (s) |
| ----- | ------------------- | ----------- | -------- |
| 1     | Petja Pendarewa     | Bulgarien   | 11,41    |
| 2     | Pauline Davis       | Bahamas     | 11,44    |
| 3     | Sabine Tröger       | Österreich  | 11,46    |
| 4     | Schanna Tarnopolska | Ukraine     | 11,52    |
| 5     | Hermin Joseph       | Dominica    | 11,62    |
| 6     | Lydia De Vega       | Philippinen | 12,24    |
| 7     | Erin Tierney        | Cookinseln  | 13,16    |
| 8     | Wenona Steven       | Nauru       | 14,70    |

### Vorlauf 3
15. August 1993, 10:25 Uhr
Wind: −0,2 m/s
| Platz | Name                 | Nation      | Zeit (s) |
| ----- | -------------------- | ----------- | -------- |
| 1     | Gail Devers          | USA         | 11,16    |
| 2     | Elinda Vorster       | Südafrika   | 11,31    |
| 3     | Nikole Mitchell      | Jamaika     | 11,36    |
| 4     | Valerie Jean-Charles | Frankreich  | 11,46    |
| 5     | Hana Benešová        | Tschechien  | 11,72    |
| 6     | Oumou Sow            | Guinea      | 12,52    |
| 7     | Feroza Khatton       | Bangladesch | 12,68    |
| 8     | Melvina Wulah        | Liberia     | 12,70    |

### Vorlauf 4
15. August 1993, 10:30 Uhr
Wind: −0,3 m/s
| Platz | Name              | Nation              | Zeit (s) |
| ----- | ----------------- | ------------------- | -------- |
| 1     | Melinda Gainsford | Australien          | 11,32    |
| 2     | Merlene Ottey     | Jamaika             | 11,36    |
| 3     | Lucrécia Jardim   | Portugal            | 11,47    |
| 4     | Cleide Amaral     | Brasilien           | 11,59    |
| 5     | Heather Samuel    | Antigua und Barbuda | 11,64    |
| 6     | Rita Pattipeilohy | Indonesien          | 12,44    |
| 7     | Ismenia Frederico | Kap Verde           | 13,03    |

### Vorlauf 5
15. August 1993, 10:35 Uhr
Wind: ±0,0 m/s
| Platz | Name                 | Nation                | Zeit (s) |
| ----- | -------------------- | --------------------- | -------- |
| 1     | Mary Onyali          | Nigeria               | 11,23    |
| 2     | Olga Bogoslowskaja   | Russland              | 11,40    |
| 3     | Huei-Chen Wang       | Chinesisch Taipeh     | 11,43    |
| 4     | Jacqueline Poelman   | Niederlande           | 11,44    |
| 5     | Dessislawa Dimitrowa | Bulgarien             | 11,55    |
| 6     | Philomena Mensah     | Ghana                 | 11,59    |
| 7     | Shabana Akhtar       | Pakistan              | 12,76    |
| 8     | Ovidia Luis Afonso   | São Tomé und Príncipe | 13,09    |

### Vorlauf 6
15. August 1993, 10:40 Uhr
Wind: −0,1 m/s
| Platz | Name             | Nation     | Zeit (s) |
| ----- | ---------------- | ---------- | -------- |
| 1     | Natalja Woronowa | Russland   | 11,41    |
| 2     | Liliana Allen    | Kuba       | 11,46    |
| 3     | Georgette Nkoma  | Kamerun    | 11,67    |
| 4     | Michelle Seymour | Neuseeland | 11,68    |
| 5     | Odiah Sidibé     | Frankreich | 11,69    |
| 6     | Dedra Davis      | Bahamas    | 12,00    |
| 7     | Rachelle Godonou | Benin      | 12,93    |
| 8     | Said Nassianti   | Komoren    | 14,70    |

### Vorlauf 7
15. August 1993, 10:45 Uhr
Wind: +0,2 m/s
| Platz | Name                 | Nation         | Zeit (s) |
| ----- | -------------------- | -------------- | -------- |
| 1     | Melanie Paschke      | Deutschland    | 11,31    |
| 2     | Gwen Torrence        | USA            | 11,43    |
| 3     | Beverly Kinch        | Großbritannien | 11,43    |
| 4     | Sanna Hernesniemi    | Finnland       | 11,44    |
| 5     | Miriam Ferrer        | Kuba           | 11,50    |
| 6     | Genevieve Obone      | Gabun          | 12,57    |
| 7     | Deirdre Caruana      | Malta          | 12,60    |
| 8     | Nguyen Thi Tuyet Mai | Vietnam        | 12,79    |

## Viertelfinale
Aus den vier Viertelfinalläufen qualifizierten sich die jeweils ersten vier Athletinnen – hellblau unterlegt – für das Halbfinale.

### Viertelfinallauf 1

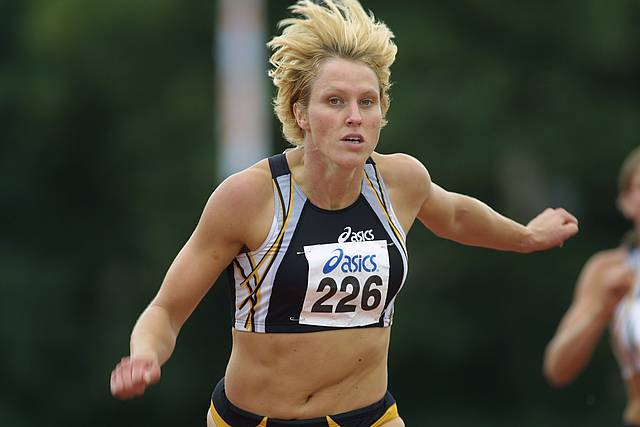
Als sechstplatzierte ihres Viertelfinalrennens schied Jacqueline Poelman aus

15. August 1993, 18:00 Uhr
Wind: ±0,0 m/s
| Platz | Name               | Nation      | Zeit (s) |
| ----- | ------------------ | ----------- | -------- |
| 1     | Gwen Torrence      | USA         | 11,02    |
| 2     | Nikole Mitchell    | Jamaika     | 11,23    |
| 3     | Natalja Woronowa   | Russland    | 11,29    |
| 4     | Liliana Allen      | Kuba        | 11,30    |
| 5     | Petja Pendarewa    | Bulgarien   | 11,38    |
| 6     | Jacqueline Poelman | Niederlande | 11,50    |
| 7     | N’Deye Binta Dia   | Senegal     | 11,60    |
| 8     | Cleide Amaral      | Brasilien   | 11,68    |

### Viertelfinallauf 2
15. August 1993, 18:10 Uhr
Wind: +0,2 m/s
| Platz | Name                 | Nation            | Zeit (s) |
| ----- | -------------------- | ----------------- | -------- |
| 1     | Mary Onyali          | Nigeria           | 10,97    |
| 2     | Irina Priwalowa      | Russland          | 11,14    |
| 3     | Michelle Finn        | USA               | 11,21    |
| 4     | Beverly McDonald     | Jamaika           | 11,33    |
| 5     | Sanna Hernesniemi    | Finnland          | 11,40    |
| 6     | Dessislawa Dimitrowa | Bulgarien         | 11,45    |
| 7     | Huei-Chen Wang       | Chinesisch Taipeh | 11,54    |
| 8     | Maguy Nestoret       | Frankreich        | 11,60    |

### Viertelfinallauf 3
15. August 1993, 18:20 Uhr
Wind: −0,1 m/s
| Platz | Name              | Nation      | Zeit (s) |
| ----- | ----------------- | ----------- | -------- |
| 1     | Merlene Ottey     | Jamaika     | 11,19    |
| 2     | Melanie Paschke   | Deutschland | 11,27    |
| 3     | Pauline Davis     | Bahamas     | 11,44    |
| 4     | Melinda Gainsford | Australien  | 11,29    |
| 5     | Miriam Ferrer     | Kuba        | 11,53    |
| 6     | Lucrécia Jardim   | Portugal    | 11,60    |
| 7     | Georgette Nkoma   | Kamerun     | 11,63    |
| 8     | Michelle Seymour  | Neuseeland  | 11,79    |

### Viertelfinallauf 4
15. August 1993, 18:30 Uhr
Wind: +0,7 m/s
| Platz | Name                 | Nation         | Zeit (s) |
| ----- | -------------------- | -------------- | -------- |
| 1     | Gail Devers          | USA            | 11,04    |
| 2     | Elinda Vorster       | Südafrika      | 11,24    |
| 3     | Sabine Tröger        | Österreich     | 11,29    |
| 4     | Schanna Tarnopolska  | Ukraine        | 11,30    |
| 5     | Olga Bogoslowskaja   | Russland       | 11,32    |
| 6     | Valerie Jean-Charles | Frankreich     | 11,39    |
| 7     | Beverly Kinch        | Großbritannien | 11,40    |
| 8     | Philomena Mensah     | Ghana          | 11,67    |

## Halbfinale

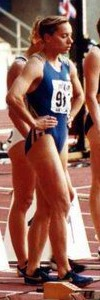
Schanna Tarnopolska hatte als Achte ihres Halbfinallaufs keine Chance, den Endlauf zu erreichen

Aus den beiden Halbfinalläufen qualifizierten sich die jeweils ersten vier Athletinnen – hellblau unterlegt  für das Finale.

### Halbfinallauf 1
16. August 1993, 18:50 Uhr
Wind: −0,3 m/s
| Platz | Name                | Nation    | Zeit (s) |
| ----- | ------------------- | --------- | -------- |
| 1     | Merlene Ottey       | Jamaika   | 10,87 CR |
| 2     | Gwen Torrence       | USA       | 10,87 CR |
| 3     | Natalja Woronowa    | Russland  | 11,17    |
| 4     | Liliana Allen       | Kuba      | 11,19    |
| 5     | Pauline Davis       | Bahamas   | 11,21    |
| 6     | Elinda Vorster      | Südafrika | 11,22    |
| 7     | Michelle Finn       | USA       | 11,25    |
| 8     | Schanna Tarnopolska | Ukraine   | 11,36    |

### Halbfinallauf 2

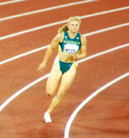
Melinda Gainsford scheiterte als Siebte des zweiten Rennens im Halbfinale

16. August 1993, 18:55 Uhr
Wind: −0,6 m/s
| Platz | Name              | Nation      | Zeit (s) |
| ----- | ----------------- | ----------- | -------- |
| 1     | Gail Devers       | USA         | 11,03    |
| 2     | Irina Priwalowa   | Russland    | 11,06    |
| 3     | Mary Onyali       | Nigeria     | 11,06    |
| 4     | Nikole Mitchell   | Jamaika     | 11,26    |
| 5     | Melanie Paschke   | Deutschland | 11,28    |
| 6     | Sabine Tröger     | Österreich  | 11,37    |
| 7     | Melinda Gainsford | Australien  | 11,53    |
| DNF   | Beverly McDonald  | Jamaika     |          |

## Finale

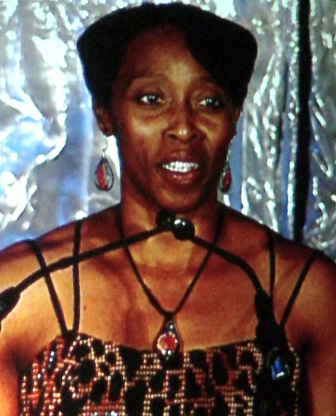
Gail Devers (Foto: 2011), unter anderem Olympiasiegerin von 1992, wurde mit hauchdünnem Vorsprung Weltmeisterin

16. August 1993, 20:45 Uhr
Wind: −0,3 m/s
| Platz | Name             | Nation   | Zeit (s) | Tausendstelsek. (inoffiziell) |
| ----- | ---------------- | -------- | -------- | ----------------------------- |
| 1     | Gail Devers      | USA      | 10,82 CR | 10,811                        |
| 2     | Merlene Ottey    | Jamaika  | 10,82 CR | 10,812                        |
| 3     | Gwen Torrence    | USA      | 10,89    |                               |
| 4     | Irina Priwalowa  | Russland | 10,96    |                               |
| 5     | Mary Onyali      | Nigeria  | 11,05    |                               |
| 6     | Natalja Woronowa | Russland | 11,20    |                               |
| 7     | Nikole Mitchell  | Jamaika  | 11,20    |                               |
| 8     | Liliana Allen    | Kuba     | 11,23    |                               |

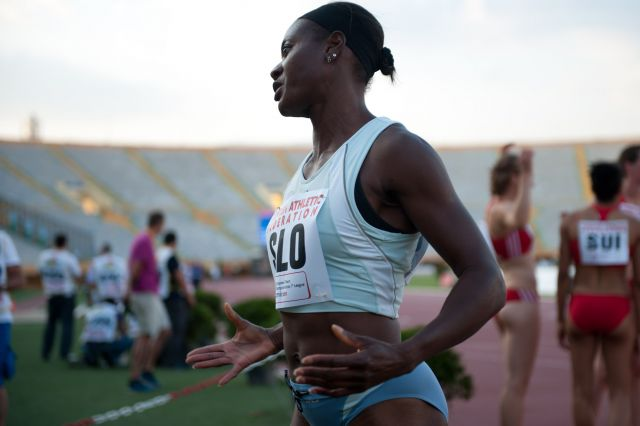
Vizeweltmeisterin Merlene Ottey (hier im Jahr 2011), vielfache Medaillengewinnerin seit 1980, unterlag nur um eine Tausendstelsekunde
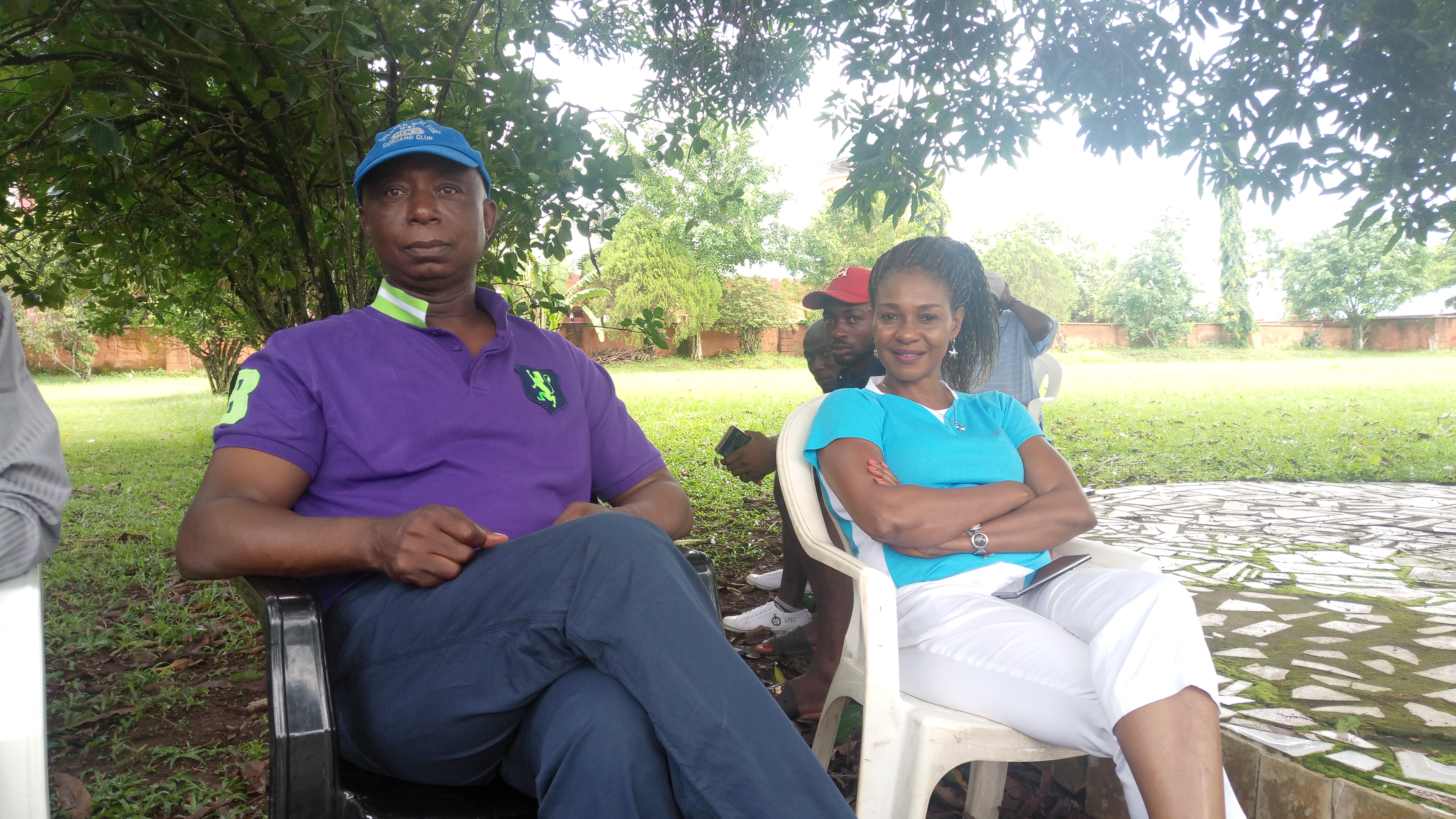
Die fünftplatzierte Mary Onyali (im Jahr 2017) – auch über 200 Meter drei Tage später wurde sie Fünfte

## Videolinks
- Stuttgart 1993 Women´s 100m - Winner Gail Devers 10.81, Video veröffentlicht am 14. September 2007 auf youtube.com, abgerufen am 16. Mai 2020
- Women's 100m Final World Champs Stuttgart 1993 auf youtube.com, abgerufen am 16. Mai 2020